# Песни без слов (Мендельсон)
Песни без слов (нем. Lieder ohne Worte) — фортепианные пьесы Феликса Мендельсона, всего 8 тетрадей по 6 пьес в каждой. Сочинялись Мендельсоном на протяжении всей его жизни: первая тетрадь начата 20-летним композитором, последняя завершена спустя 16 лет, за два года до смерти. Седьмая и восьмая тетради опубликованы посмертно.

## Состав
- Тетрадь 1, Op. 19 (1829—1830)
  - № 1 — Andante con moto, ми мажор;
  - № 2 — Andante espessivo, ля минор;
  - № 3 — Molto allegro e vivace, ля мажор;
  - № 4 — Moderato, ля мажор;
  - № 5 — Poco agitato, фа-диез минор;
  - № 6 — Andante sostenuto, соль минор («Венецианская баркарола»)
- Тетрадь 2, Op. 30 (1833—1834)
  - № 1 — Andante espessivo, ми-бемоль мажор;
  - № 2 — Allegro di molto, си-бемоль минор;
  - № 3 — Adagio non troppo, ми мажор;
  - № 4 — Agitato e con fuoco, си минор;
  - № 5 — Andante grazioso, ре мажор;
  - № 6 — Allegretto tranquillo, фа-диез минор («Венецианская баркарола»)
- Тетрадь 3, Op. 38 (1836—1837)
  - № 1 — Con moto, ми-бемоль мажор;
  - № 2 — Allegro non troppo, до минор;
  - № 3 — Presto e molto vivace, ми мажор;
  - № 4 — Andante, ля мажор;
  - № 5 — Agitato, ля минор;
  - № 6 — Andante con moto, ля-бемоль мажор («Дуэт»).
- Тетрадь 4, Op. 53 (1839—1841)
  - № 1 — Andante con moto, ля-бемоль мажор;
  - № 2 — Allegro non troppo, ми-бемоль мажор;
  - № 3 — Presto agitato, соль минор;
  - № 4 — Adagio, фа мажор;
  - № 5 — Allegro con fuoco, ля минор («Народная песня»);
  - № 6 — Molto allegro. Vivace, ля мажор.
- Тетрадь 5, Op. 62 (1842—1844)
  - № 1 — Andante espressivo, соль мажор;
  - № 2 — Allegro con fuoco, си-бемоль мажор;
  - № 3 — Andante maestoso, ми минор. Более известен под названием «Траурный марш», хотя это название не было дано произведению автором;
  - № 4 — Allegro con anima, соль мажор;
  - № 5 — Andante con moto, ля минор («Венецианская баркарола»);
  - № 6 — Allegretto grazioso, ля мажор («Весенняя песнь»).
- Тетрадь 6, Op. 67 (1843—1845)
  - № 1 — Andante, ми-бемоль мажор;
  - № 2 — Allegro leggiero, фа-диез минор;
  - № 3 — Andante tranquillo, си-бемоль мажор;
  - № 4 — Presto, до мажор («Пчелиная свадьба»);
  - № 5 — Moderato, си минор;
  - № 6 — Allegretto non troppo, ля мажор.
- Тетрадь 7, Op. 85 (1834—1845)
  - № 1 — Andante espressivo, фа мажор;
  - № 2 — Allegro agitato, ля минор;
  - № 3 — Presto, ми-бемоль мажор;
  - № 4 — Andante sostenuto, ре мажор;
  - № 5 — Allegretto, ля мажор;
  - № 6 — Allegretto con moto, си-бемоль мажор.
- Тетрадь 8, Op. 102 (1842—1845)
  - № 1 — Andante, un poco agitato, ми минор;
  - № 2 — Adagio, ре мажор;
  - № 3 — Presto, до мажор;
  - № 4 — Un poco agitato, ma andante, соль минор;
  - № 5 — Allegro agitato, ля мажор;
  - № 6 — Andante, до мажор.

## Наследие
Форма свободной напевной фортепианной миниатюры с лёгкой руки Мендельсона привлекла внимание других композиторов романтического направления. Пьесы под таким названием сочиняли в дальнейшем Шарль Валантен Алькан, Игнац Мошелес, Антон Рубинштейн, Эдвард Григ, Габриэль Форе.
Немецко-американский хореограф Хайнц Полль в 1982 году поставил на музыку «Песен без слов» одноимённый балет, посвящённый Холокосту.